# Ansur Fernández
Assur Fernández o Asur Fernández o Ansur Fernández fue el primer conde de Monzón (c.943-?) y conde de Castilla (944-945).

## Vida

Situación del condado de Monzón de Assur Fernández.

Assur Fernández fue hijo de Fernando Ansúrez y Muniadona y miembro de la familia Ansúrez, de la que llegó a ser jefe. Apareció por primera vez en un documento de 929 junto a su padre y a Fernán González. Los Anales castellanos primeros nos hablan de la participación de Assur Fernández en la batalla de Simancas el año 939.

...invenerunt enim ibidem rex Ranemirus et eius comites qui exierunt cum illo congregati cum suas ostes id est Fredenando Gundesalbiz et Asur Fredenandiz et alia multitudo acmina preliatores.
Anales castellanos primeros.

Después del 941 se establecerá en León junto al rey Ramiro II, a quien apoyará contra la rebelión de los condes de Castilla y Saldaña. La primera aparición del título de conde de Monzón data de 943, en una donación de Assur Fernández y su mujer Gontrodo al monasterio de San Pedro de Cardeña (Burgos) de tierras situadas entre Peñafiel y Sacramenia. Es perfectamente posible que el título fuera anterior. La zona de actuación de este condado entraba en conflicto con los dominios de Fernán González, quién también intentaba actuar en la zona de Peñafiel y Sacramenia, y con los del conde Diego Muñoz de Saldaña, que vio frenada su expansión hacia la zona gobernada por Assur Fernández. Fue el responsable de la repoblación de la zona de Peñafiel, pudiendo llegar hasta Cuéllar.
Recibió el condado de Castilla tras la rebelión de Fernán González (944). Este título le duró poco tiempo pues al año siguiente parece que Fernán González ya se había reconciliado con el rey leonés y volvía a ostentar el cargo (aunque con la condición de que el infante Sancho Ramírez residiera en Burgos, seguramente para vigilar de cerca las actuaciones de Fernán González).
Tras su muerte, el gobierno del condado de Monzón recayó en su hijo Fernando Ansúrez.

## Nupcias y descendientes
Contrajo matrimonio con Gontrodo Núñez, hija de Nuño Vela y posiblemente nieta del conde Vela Jiménez. En 943, aparece con su marido cuando entregaron la fuente de Adrada al monasterio de San Pedro de Cardeña, donación confirmada por todos sus hijos en el siguiente orden:
- Fernando Ansúrez.
- Oveco Ansúrez.
- Munio Ansúrez.
- Gutierre Ansúrez.
- Gonzalo Ansúrez.
- Teresa Ansúrez, reina de León por su matrimonio con Sancho I.

| Predecesor: Fernán González | Conde de Castilla, Burgos, Álava, Lantarón y Cerezo 944 - 945 | Sucesor: Fernán González  |
| Predecesor: Nuevo título    | Conde de Monzón c.943 - ?                                     | Sucesor: Fernando Ansúrez |